# Paspalum lacustre
Paspalum lacustre là một loài thực vật có hoa trong họ Hòa thảo. Loài này được Chase ex Swallen mô tả khoa học đầu tiên năm 1967.